# Leó Szilárd
Dans le nom hongrois Szilárd Leó, le nom de famille précède le prénom, mais cet article utilise l’ordre habituel en français Leó Szilárd, où le prénom précède le nom.
Leó Szilárd, né le 11 février 1898 à Budapest et mort le 30 mai 1964 à La Jolla en Californie, est un physicien hongro-américain.
Parmi les premiers à envisager les applications militaires de l'énergie nucléaire dès 1933, il a participé au projet Manhattan tout en menant une action publique contre l'utilisation de ces armes et promouvant le désarmement. Dans la deuxième partie de sa carrière, il s'intéressa à la biologie moléculaire naissante et fut l'un des initiateurs du Laboratoire européen de biologie moléculaire.

## Biographie

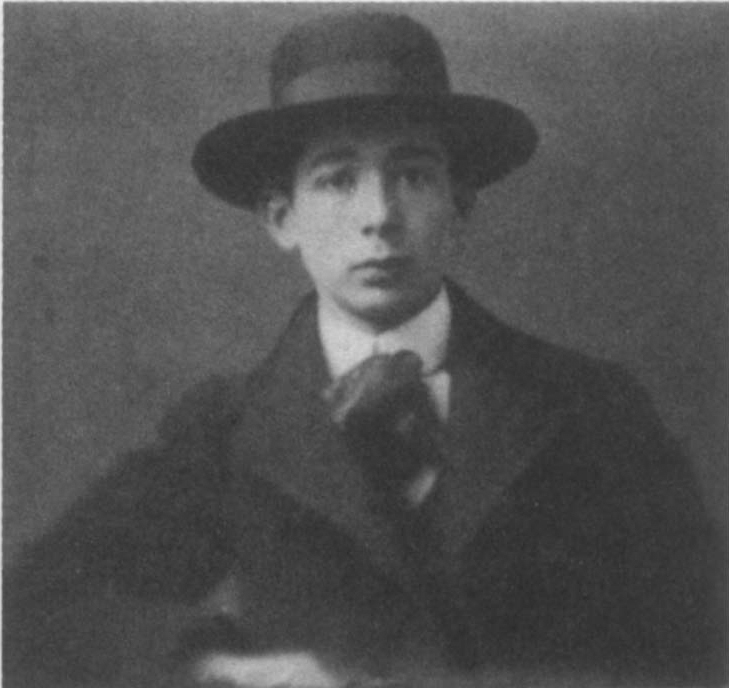
Leó Szilárd en 1916.

Leó Szilárd est né à Budapest au temps de la monarchie austro-hongroise. De 1908 à 1916, il est élève à la Reáliskola de cette ville. Il est admis comme étudiant à l’université technique de Budapest en 1916 puis enrôlé dans l’armée austro-hongroise en 1917. Comme son compatriote et futur condisciple Edward Teller, il quitte Budapest en raison du numerus clausus imposé aux étudiants juifs et gagne l’université technique de Berlin en décembre 1919. Il y rencontre Albert Einstein, Max Planck et Max von Laue. Il obtient son doctorat de physique en 1923 à l’université Humboldt de Berlin.
Il est engagé comme assistant de von Laue à l’Institut de physique théorique de l’université de Berlin en 1924.
Spécialiste de thermodynamique, il travaille avec Albert Einstein à la mise au point d’un réfrigérateur à absorption, bruyant et d'ailleurs invendable, pour Electrolux (brevet américain 1781541 daté du 11 novembre 1930).
Via Vienne, Leó Szilárd gagne précipitamment Londres en 1933, avec deux valises, pour échapper aux persécutions nazies. Il vit seul en meublé, sans ressources, sans laboratoire ni amis. Là, après la lecture d'un article de Rutherford dans le Times, affirmant l'impossibilité d’extraire de l’énergie à partir du nucléaire, il a la révélation, en pleine rue, de la réaction nucléaire en chaîne. Pendant des mois, il quantifie la masse critique, calcule l'énergie libérée par le processus, et finalement dépose un brevet sur ce sujet en mars 1934. Il a d’abord essayé de créer une réaction en chaîne avec du béryllium et de l’indium, sans succès. Cinq ans plus tard, quand, en 1939, la fission de l'uranium est réalisée en Allemagne par Hahn et Strassmann, il persuade en toute hâte Wigner, puis Teller, Fermi et enfin Einstein, très sceptique, que le nucléaire est devenu la priorité absolue. Convaincu, Albert Einstein adresse une lettre au président Franklin Roosevelt à propos des "travaux récents de Fermi et de Szilárd". C'est le début du projet Manhattan, qui dès 1942, vise à doter les États-Unis d’une bombe atomique. Szilárd parvient à créer la première réaction en chaîne avec un réacteur utilisant du graphite et de l’uranium. Une des clefs du succès fut d’utiliser du graphite pur pour maîtriser la réaction. En effet, lors de ses expériences précédentes, il utilisait des briques de carbone, contenant en faible quantité du bore (ce matériau absorbe les neutrons et est donc défavorable vis-à-vis d’une réaction en chaîne), cela modifiant la structure cristallographique du matériau (il devient moins friable).  Ayant une formation de chimiste, il eut l’idée d’utiliser du graphite pur, très friable.
En 1943, il devient citoyen des États-Unis. En 1946, il est à l’origine du Comité d'urgence des scientifiques atomistes avec Albert Einstein.

### Projet Manhattan

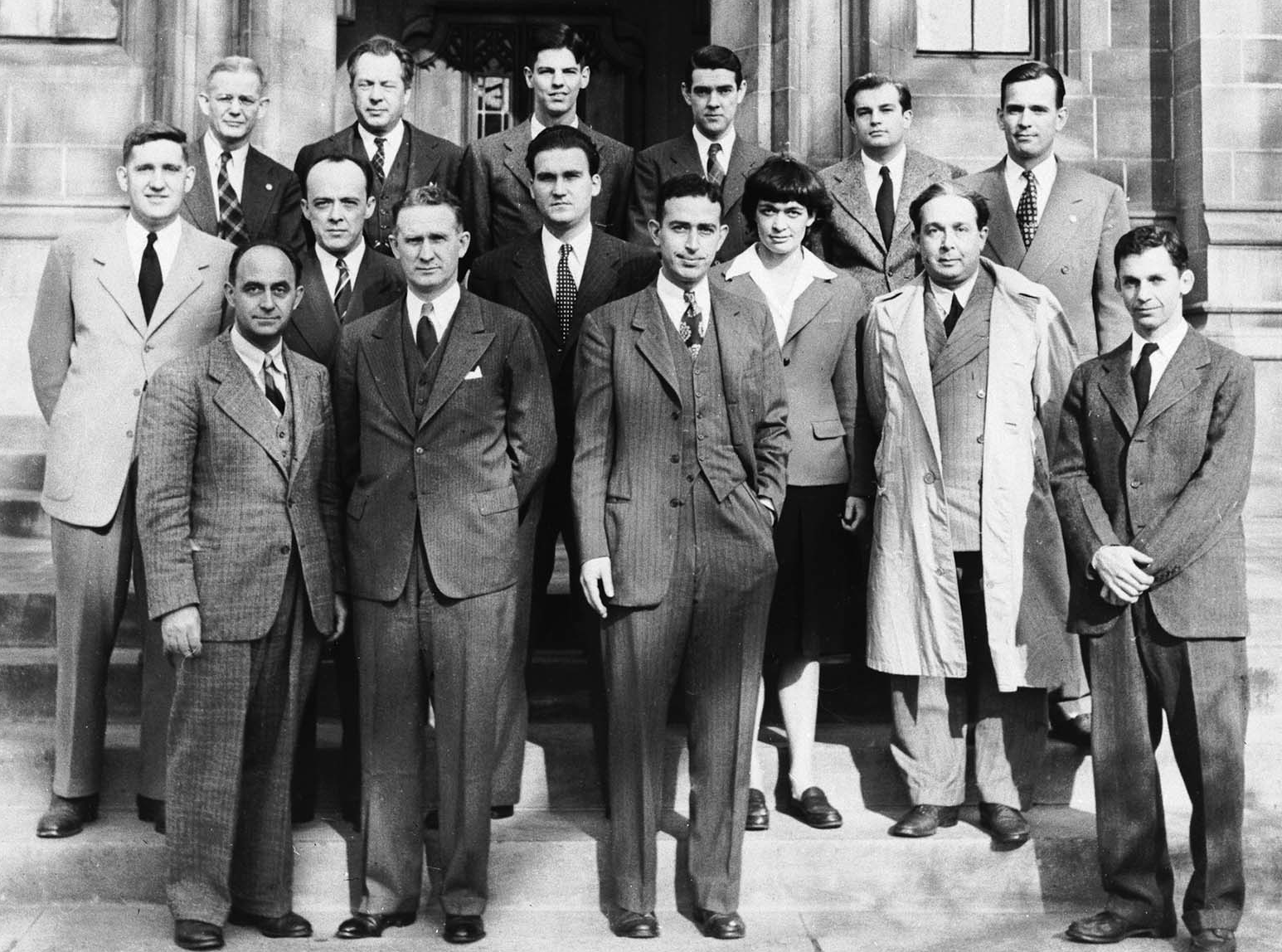
L’équipe de la première pile nucléaire, la Chicago Pile-1 : en bas, le deuxième en partant de la droite : Leó Szilárd (imperméable trench), en bas à gauche Enrico Fermi.

Szilárd a déposé avec Enrico Fermi le brevet du réacteur nucléaire. Il est d’ailleurs l’instigateur de la première lettre d'Einstein à Roosevelt, le 2 août 1939, concernant les recherches des Allemands sur la bombe nucléaire et qui mena au projet Manhattan. Ce projet de recherche militaire de l'armée américaine qui réunit des scientifiques internationaux (dont nombre d'exilés européens) mènera en effet à la conception de la première bombe A de l'histoire.
Szilárd participe aux débuts du projet mais pacifiste, de gauche, juif et étranger, il devient la bête noire du général Leslie Richard Groves chargé de la direction du projet, qui tente de le faire emprisonner, puis l'oblige à céder pour un dollar son brevet sur l'énergie atomique, avant de le révoquer et de tenter de l'effacer des encyclopédies.
Szilárd défend en effet une utilisation strictement dissuasive de la bombe atomique. Il rassemble autour de lui des scientifiques dont beaucoup participent au projet Manhattan pour leur faire signer la pétition Szilárd qui demande que les États-Unis fassent état de la puissance de la bombe atomique afin de permettre au Japon de se rendre sans avoir recours à son usage contre des populations de ce pays. Bien qu'elle eût été destinée au président Harry Truman, il n'est pas certain que le pouvoir militaire lui ait fait parvenir ce texte : selon l'Atomic Heritage Foundation (en), Szilárd l'a transmise à la chaîne de commandement de l'armée de terre mais le général Groves en retarda la transmission jusqu'à confirmation, depuis l'île Tinian, que les bombes étaient prêtes à être larguées.
Après l'échec de la pétition et les bombardements atomiques de Hiroshima et Nagasaki des 6 et 9 août 1945, Szilárd crée, avec Albert Einstein, le Comité d'urgence des scientifiques atomistes en 1946 auquel participe Linus Pauling, dont l'action contre les armes nucléaires lui vaut le prix Nobel de la paix en 1962.
Même si le comité est moins actif à partir des années 1950, Leó Szilárd continue son action contre l'utilisation des armes atomiques auprès des décideurs politiques et du grand public et est lauréat de l’Atoms for Peace Award en 1959. Il fonde encore le groupe de pression dit « Conseil pour un monde vivable (en) » en janvier 1962.

### Après la guerre
En 1947, Szilárd se détourne de la physique pour s’intéresser à la biologie moléculaire et travaille avec Aaron Novick. Il passe les dernières années de sa vie au Salk Institute for Biological Studies de San Diego.
En 1961, il publie un recueil de nouvelles, The Voice of the Dolphins: And Other Stories traduit en français en 1962 sous le titre La Voix des Dauphins, et publié aux éditions Denoël dans la collection Présence du futur. Il déclare : « Ne croyez pas que mon livre exalte l'intelligence des dauphins. Il déplore la stupidité des hommes ».

## Personnalité
Leó Szilárd était connu de ses collègues comme un penseur vif et excentrique, qui semblait aimer troubler les gens avec des questions étranges, parfois incongrues, mais souvent perspicaces.
Il excellait dans la prédiction politique. Enfant, il aurait prédit la Première Guerre mondiale avec plusieurs années d’avance. Lors de l’apparition des nazis, il aurait annoncé qu’ils contrôleraient un jour l’Europe entière. En 1934, il aurait prévu les détails de la Seconde Guerre mondiale. Plus tard, il a pris l’habitude de vivre à l’hôtel avec une valise toujours prête. Selon ses dires, il suffit de prendre le train le bon jour. En effet, il quitta l’Allemagne pour se rendre à Vienne le jour de l’incendie du Reichstag, pressentant la fin de la démocratie à cette époque. Son épouse Trude est morte en 1981.

## Dans la culture populaire
Il est interprété par Máté Haumann (hu) dans le film Oppenheimer de Christopher Nolan sorti en 2023.